# Liste der Biosphärenreservate in Amerika
Auf dieser Seite sind nach Staaten geordnet die Stätten auf dem Doppelkontinent Amerika aufgelistet, die von der UNESCO im Rahmen des Programms Man and the Biosphere (MAB, Der Mensch und die Biosphäre) als Biosphärenreservat anerkannt wurden.
Die Zahl am Anfang jeder Zeile bezeichnet das Jahr der Anerkennung der Stätte als UNESCO-Biosphärenreservat.

## Argentinien
- 1980 – San Guillermo
- 1982 – Laguna Blanca
- 1984 – Costero del Sur
- 1986 – Ñacuñán
- 1990 – Pozuelos
- 1995 – Yabotí
- 1996 – Mar Chiquita
- 2000 – Paraná-Delta
- 2000 – Riacho Teuquito
- 2001 – Laguna Oca del Río Paraguay (vergrößert 2014)
- 2002 – Las Yungas (auch: Selva Nublada)
- 2007 – Andino Norpatagonica
- 2007 – Pereyra Iraola
- 2014 – Valdés
- 2015 – Patagonia Azul

## Bolivien
- 1977 – Pilón-Lajas
- 1977 – Ulla Ulla
- 1986 – Beni

## Brasilien
- Mata Atlântica (einschließlich São Paulo Green Belt), 1993 (Erweiterungen 2002 und 2009)
- Cerrado (1993, erweitert 2000 und 2001)
- Pantanal (2000)
- Caatinga (2001)
- Zentrales Amazonas-Gebiet (2001)
- Serra do Espinhaço (2005)
- Reserva da Biosfera do Cinturão Verde da Cidade de São Paulo (São Paulo City Green Belt) (2017)

## Chile
- Fray Jorge (1977)
- Juan-Fernández-Archipel (1977, 2019 erweitert)
- Torres del Paine (1978)
- Laguna San Rafael y El Guayaneco (1979, 2019 erweitert)
- Lauca (1981)
- Araucarias (1983)
- La Campana-Peñuelas (1984) (Erweiterung 2009)
- Cabo de Hornos (2005)
- Bosques Templados Lluviosos de los Andes Australes (2007)
- Biologischer Korridor Nevados de Chillán-Laguna del Laja (2011)

## CostaRica
- La Amistad (1982)
- Cordillera Volcánica Central (1988)
- Aqua y Paz (2007)
- Savegre (2017)

## Dänemark
- Nordost-Grönland-Nationalpark (1977)

## Dominikanische Republik
- Jaragua-Bahoruco-Enriquillo (2002, seit 2017 zusammen mit Haiti)

## Ecuador
- Galápagos (1984, 2019 erweitert)
- Yasuní (1989)
- Sumaco (2000, erweitert 2002)
- Podocarpus-El Condor (2007)
- Macizo del Cajas (2013)
- Bosque Seco (2014; seit 2017 zusammen mit Peru)
- Chocó Andino de Pichincha (2018)

## El Salvador
- Apaneca-Llamatepec (2007)
- Xiriualtique Jiquitizco (2007)
- Trifinio Fraternidad Biosphere Reserve  (2011, zusammen mit Guatemala und Honduras, 2017 vergrößert)

## Frankreich
- Guadeloupe-Archipel (1992)

## Guatemala
- Maya-Biosphärenreservat (1990)
- Sierra de las Minas (1992)
- Trifinio Fraternidad Biosphere Reserve  (2011, zusammen mit El Salvador und Honduras)

## Haiti
- La Selle (2012, seit 2017 zusammen mit der Dominikanischen Republik)
- La Hotte (2016)

## Honduras
- Río Plátano (1980)
- Trifinio Fraternidad Biosphere Reserve  (2011, zusammen mit El Salvador und Guatemala)
- Cacique Lempira (2015)
- San Marcos de Colón (2017)

## Kanada
- Mont Saint-Hilaire (1978)
- Waterton (1979)
- Long Point (1986)
- Riding Mountain (1986)
- Charlevoix (1988)
- Niagara-Schichtstufe (1990)
- Clayoquot Sound (2000)
- Redberry Lake (2000)
- Lac Saint-Pierre (2000)
- Mount Arrowsmith (2000)
- Southwest Nova (2001)
- Frontenac Arch (2002)
- Georgian Bay Littoral (2004)
- Manicouagan Uapishka (2007)
- Fundy (2007)
- Bras d’Or Lake (2011)
- Beaver Hills (2016)
- Tsá Tué (2016)
- Átl'ka7tsem/Howe Sound (2021)

## Kolumbien
- Cinturón Andino (1979)
- El Tuparro (1979)
- Sierra Nevada de Santa Marta (1979)
- Ciénaga Grande de Santa Marta (2000)
- Seaflower (2000)

## Kuba
- Sierra del Rosario (1984)
- Cuchillas del Toa (1987)
- Península de Guanahacabibes (1987)
- Baconao (1987)
- Ciénaga de Zapata (2000)
- Buenavista (2000)
- Alexander-von-Humboldt-Nationalpark (2001)

## Mexiko
- Mapimí (1977)
- La Michilía (1977)
- Montes Azules (1979)
- El Cielo (1986)
- Sian Ka'an (1986)
- Sierra de Manantlán (1988)
- Calakmul (1993, erweitert 2006)
- El Triunfo (1993)
- El Vizcaíno (1993)
- Alto Golfo de California (1993, erweitert 1995)
- Islas del Golfo de California (1995)
- Sierra Gorda (2001)
- Banco Chinchorro (2003)
- Sierra La Laguna (2003)
- Ría Celestún (2004)
- Ría Lagartos (2004)
- Arrecife Alacranes (2006)
- Barranca de Metztilán (2006)
- Chamela-Cuixmala (2006)
- Cuatrociénegas (2006)
- Cumbres de Monterrey (2006)
- Huatulco (2006)
- La Encrucijada (2006)
- La Primavera (2006)
- La Sepultura (2006)
- Laguna Madre y Delta de Rió Bravo (2006)
- Sierra de los Tuxtlas (2006)
- Maderas del Carmen, Coahuila (2006)
- Mariposa Monarca (2006)
- Pantanos de Centla (2006)
- Selva El Ocote (2006)
- Sierra de Huautla (2006)
- Sistema Arrecifal Veracruzano (2006)
- Volcán Tacaná (2006)
- Sierra de Alamos - Río Cuchujaqui (2007)
- Islas Marietas (2008)
- Lagunas de Montebello (2009)
- Islas Marías (2010)
- Los Volcanes (2010)
- Nahá-Metzabok (2010)
- Tehuacán-Cuicatlán (2012)
- Insel Cozumel (2016)

## Nicaragua
- Bosawas (1997)
- Río San Juan (2003)
- Insel Ometepe (2010)

## Panama
- Darién (1983)
- La Amistad (2000)

## Paraguay
- Bosque Mbaracayú (2000)
- El Chaco (2005)
- Itaipu (2017)

## Peru
- Huascarán (1977)
- Manu (1977)
- Nordwest-Peru (1977)
- Oxapampa-Ashaninka-Yanesha (2010)
- Gran Pajatén (2016)

## St. Kitts und Nevis
- St. Mary’s (2011)

## Uruguay
- Bañados del Este (1976)
- Bioma Pampa-Quebradas del Norte (2014)

## Venezuela
- Alto Orinoco-Casiquiare (1993)
- Delta del Orinoco (2009)

## Vereinigte Staaten
- Big Bend (1976)
- Cascade Head (1976)
- Channel Islands (1976)
- Denali (1976)
- Everglades & Dry Tortugas (1976)
- Glacier (1976)
- Jornada (1976)
- Luquillo (1976)
- Olympic (1976)
- Organ Pipe Cactus (1976)
- Rocky Mountains (1976)
- San Joaquin (1976)
- Sequoia-Kings Canyon (1976)
- Yellowstone (1976)
- University of Michigan Biological Station (1979)
- Virginia Coast (1979)
- Isle Royale (1980)
- Big Thicket (1981)
- Guánica (1981)
- Ebene der zentralen Golfküste (1983)
- Südatlantische Küstenebene (1983)
- Mojave- und Colorado-Wüste (1984)
- Glacier Bay-Admiralty Island (1986)
- Golden Gate (1986)
- New Jersey Pinelands (1988)
- Südappalachen (1988)
- Champlain-Adirondak (1989)
- Mammoth Cave Area (1990, erweitert 1996)

ehemalige Biosphärenreservate in den USA:
- Aleuten (1976–2017)
- Beaver Creek (1976–2017)
- Central Plains (1976–2017)
- Coram (1976–2017)
- Desert (1976–2017)
- Fraser (1976–2017)
- H. J. Andrews (1976–2017)
- Hubbard Brook (1976–2017)
- Noatak (1976–2017)
- Stanislaus-Tuolomne (1976–2017)
- Three Sisters (1976–2017)
- Virgin Islands (1976–2017)
- Konza Prairie (1978–2017)
- Niwot Ridge (1979–2017)
- California Coast Ranges (1983–2017)
- Carolinian-South Atlantic (1986–2017)
- Land zwischen den Seen (1991–2017)
- San Dimas (1976–2018)